# IP有效载荷压缩协议
IP有效载荷压缩协议（IP Payload Compression Protocol，或称IPComp、IPPCP）是面向IP資料包的一个底层压缩协议，定义于RFC 3173。它的意图是减少数据通过拥塞或慢速网络连接时传输的大小，从而增加网络传输速度而不丢失数据。根据RFC要求，压缩必须在分片或加密封包前完成。RFC还指出，每个資料包必须独立压缩，以便即使乱序收到也可以解压缩，这对使IPComp配合TCP和UDP使用至关重要。